# Доњи Бранетићи
Доњи Бранетићи су насеље у Србији у општини Горњи Милановац у Моравичком округу. Према попису из 2022. било је 71 становника. Удаљено је 17 км од Горњег Милановца, у правцу планинског врха Рајац и планине Сувобор. Налази се на надморској висини од 420 до 580 м и на површини од 639 ха.
Овде се налазе Стари споменици на сеоском гробљу у Доњим Бранетићима (општина Горњи Милановац), Крајпуташ девојчици Јелени Тешовић у Доњим Бранетићима и Три крајпуташа Ивановићима у Доњим Бранетићима.

## Историја
Становништво Доњих Бранетића углавном је староседелачко. Међутим, један део се доселио из Црне Горе, Херцеговине и ужичког краја. У турским пописима село се први пут помиње 1528. године под именом Бранетићи. Тада је имало 12 домова. Касније се село поделило на Горње и Доње Бранетиће.
Данас, Доњи Бранетићи припадају општини Горњи Бранетићи, са којим је до 1924. године имало и заједничку школу, а од тада има сопствену школу.
Заједно са Озремом, суседним селом, ово насеље је 1924. године изградило нову цркву на месту некадашње старе. Реч је о Цркви Рођења Светог Јована Крститеља.
Сеоска слава је Спасовдан.
У ратовима у периоду од 1912. до 1918. године село је дало 89 ратника. Погинуло их је 46 а 43 је преживело.

## Демографија
У пописима село је 1910. године имало 492 становника, 1921. године 426, а 2002. године тај број се смањио на 134.
У насељу Доњи Бранетићи живи 124 пунолетна становника, а просечна старост становништва износи 54,3 година (50,2 код мушкараца и 57,6 код жена). У насељу има 65 домаћинстава, а просечан број чланова по домаћинству је 2,06.
Ово насеље је у потпуности насељено Србима (према попису из 2002. године), а у последња три пописа, примећен је пад у броју становника.
|  |

| Демографија | Демографија | Демографија |
| Година      | Становника  | Становника  |
| ----------- | ----------- | ----------- |
| 1948.       | 464         |             |
| 1953.       | 441         |             |
| 1961.       | 392         |             |
| 1971.       | 313         |             |
| 1981.       | 273         |             |
| 1991.       | 218         | 218         |
| 2002.       | 134         | 136         |
| 2011.       | 104         |             |

| Етнички састав према попису из 2002.‍ | Етнички састав према попису из 2002.‍ | Етнички састав према попису из 2002.‍ | Етнички састав према попису из 2002.‍ | Етнички састав према попису из 2002.‍ |
| ------------------------------------ | ------------------------------------ | ------------------------------------ | ------------------------------------ | ------------------------------------ |
|                                      |                                      |                                      |                                      |                                      |
| Срби                                 | Срби                                 |                                      | 134                                  | 100,0%                               |
| непознато                            | непознато                            |                                      | 0                                    | 0,0%                                 |

| Година пописа     | 1948. | 1953. | 1961. | 1971. | 1981. | 1991. | 2002. |
| ----------------- | ----- | ----- | ----- | ----- | ----- | ----- | ----- |
| Број домаћинстава | 98    | 97    | 97    | 89    | 82    | 73    | 65    |

| Број чланова      | 1  | 2  | 3 | 4 | 5 | 6 | 7 | 8 | 9 | 10 и више | Просек |
| ----------------- | -- | -- | - | - | - | - | - | - | - | --------- | ------ |
| Број домаћинстава | 30 | 20 | 7 | 2 | 2 | 3 | 1 | 0 | 0 | 0         | 2,06   |

| Пол    | Укупно | Неожењен/Неудата | Ожењен/Удата | Удовац/Удовица | Разведен/Разведена | Непознато |
| ------ | ------ | ---------------- | ------------ | -------------- | ------------------ | --------- |
| Мушки  | 54     | 12               | 33           | 7              | 2                  | 0         |
| Женски | 72     | 8                | 31           | 32             | 1                  | 0         |
| УКУПНО | 126    | 20               | 64           | 39             | 3                  | 0         |

| Пол    | Укупно                    | Пољопривреда, лов и шумарство | Рибарство                            | Вађење руде и камена | Прерађивачка индустрија       |
| ------ | ------------------------- | ----------------------------- | ------------------------------------ | -------------------- | ----------------------------- |
| Мушки  | 33                        | 17                            | 0                                    | 0                    | 5                             |
| Женски | 17                        | 12                            | 0                                    | 0                    | 3                             |
| УКУПНО | 50                        | 29                            | 0                                    | 0                    | 8                             |
| Пол    | Производња и снабдевање   | Грађевинарство                | Трговина                             | Хотели и ресторани   | Саобраћај, складиштење и везе |
| Мушки  | 0                         | 0                             | 4                                    | 1                    | 0                             |
| Женски | 0                         | 0                             | 1                                    | 0                    | 0                             |
| УКУПНО | 0                         | 0                             | 5                                    | 1                    | 0                             |
| Пол    | Финансијско посредовање   | Некретнине                    | Државна управа и одбрана             | Образовање           | Здравствени и социјални рад   |
| Мушки  | 0                         | 1                             | 2                                    | 0                    | 0                             |
| Женски | 0                         | 0                             | 0                                    | 1                    | 0                             |
| УКУПНО | 0                         | 1                             | 2                                    | 1                    | 0                             |
| Пол    | Остале услужне активности | Приватна домаћинства          | Екстериторијалне организације и тела | Непознато            | Непознато                     |
| Мушки  | 0                         | 0                             | 0                                    | 3                    | 3                             |
| Женски | 0                         | 0                             | 0                                    | 0                    | 0                             |
| УКУПНО | 0                         | 0                             | 0                                    | 3                    | 3                             |